# Cyclamen libanoticum
Espèce
Statut CITES
Cyclamen libanoticum Hildebr. est une espèce de plantes à fleurs de la famille des Primulaceae. Elle est endémique et rare dans les montagnes au nord-est de Beyrouth, où elle a été découverte en 1895. Elle n’a ensuite plus été revue et on la croyait éteinte jusqu’en 1961 ; année à laquelle elle a été redécouverte.

## Description

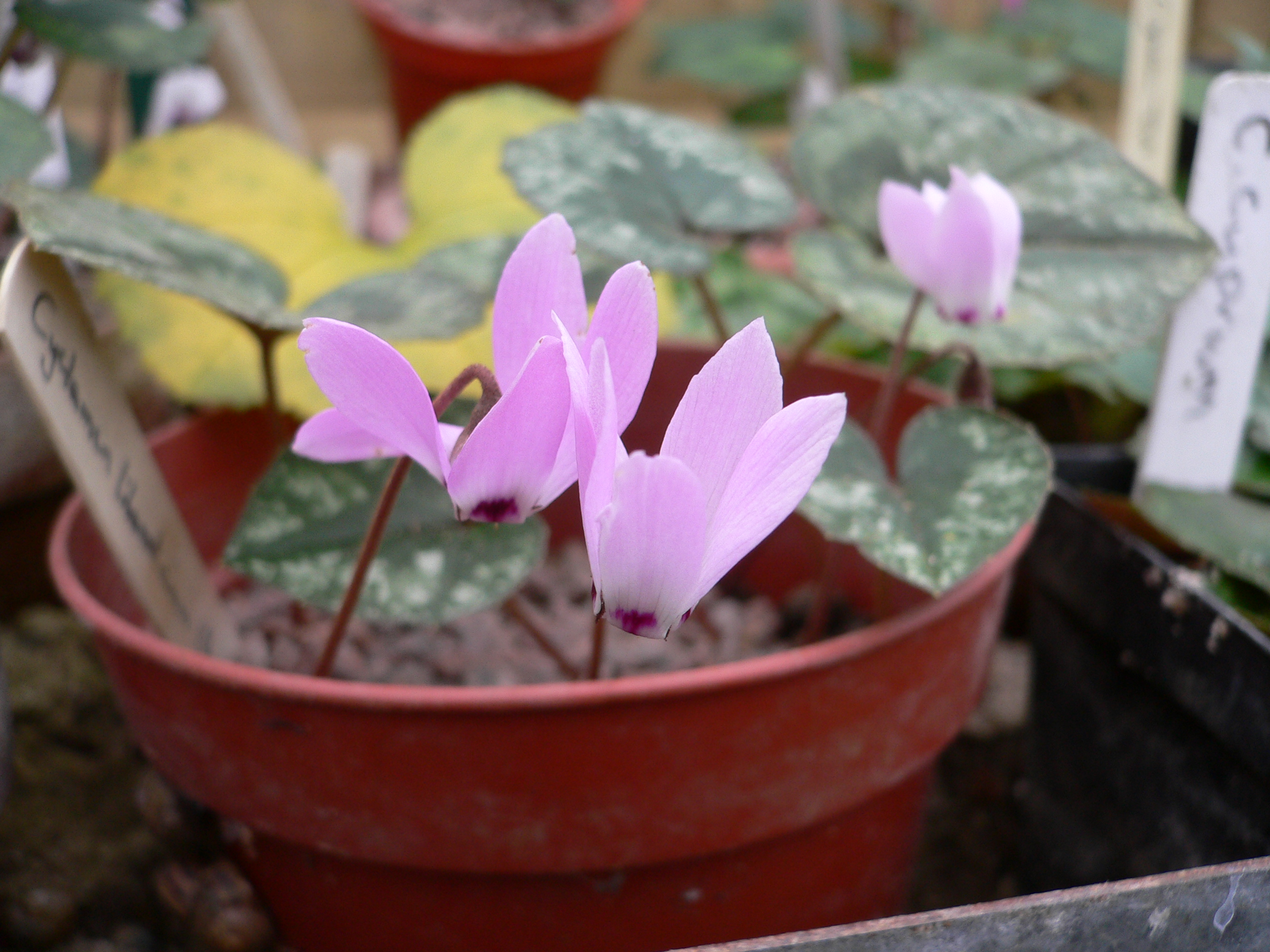
Cyclamen libanoticum Eliot Hodgkin.

Les larges fleurs roses à base pourprée à odeur épicée apparaissent en février – mars. Les feuilles glauques ont des marbrures grisâtres.
Cette belle espèce craint les fortes gelées et doit, sauf dans les régions au climat clément, être cultivée en serre froide.
'Eliot Hodgkin' est une sélection à fleurs plus élancées.
Cyclamen ×wellensiekii Iets. est un croisement obtenu en 1969 aux Pays-Bas entre cette espèce et Cyclamen cyprium – l’autre espèce du sous-genre Corticata. Cet hybride qui est fertile, a des fleurs roses qui apparaissent de novembre à mars.
Cyclamen ×schwarzii Grey-Wilson est un hybride fertile Cyclamen pseudibericum × Cyclamen libanoticum. Cet hybride peut se croiser en retour avec un des parents.